# Guerra convencional

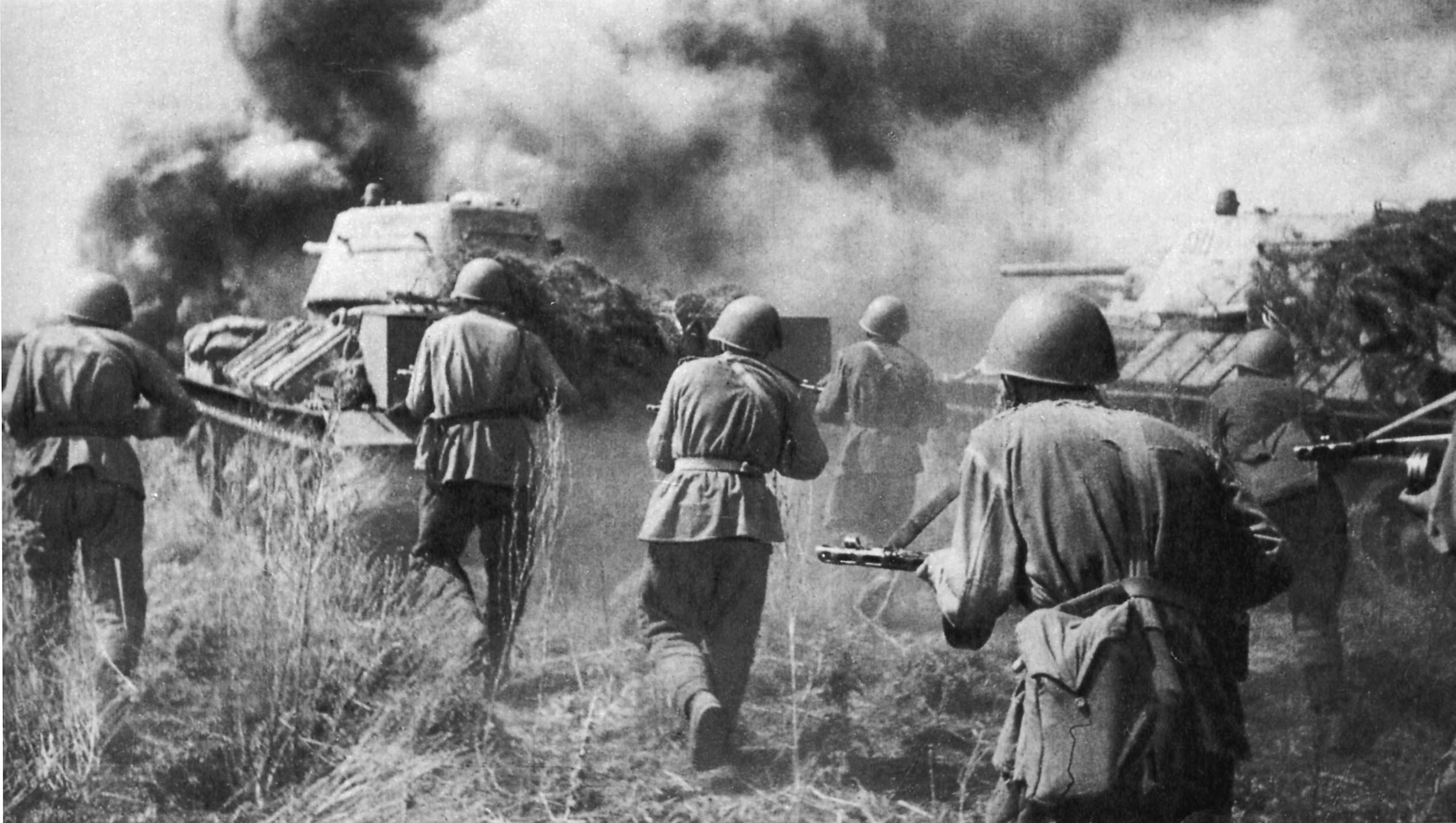
Soldados e tanques soviéticos durante a Batalha de Kursk em 1943, uma das maiores batalhas da Segunda Guerra Mundial

A guerra convencional é uma forma de guerra conduzida com o uso de armas convencionais e táticas de campo de batalha entre dois ou mais estados em confronto aberto. As forças de cada lado são bem definidas e lutam usando armas que visam principalmente o exército adversário. Geralmente, é travada com o uso de armas convencionais, não químicas, biológicas, radiológicas ou armas nucleares.
O propósito geral da guerra convencional é enfraquecer ou destruir o exército adversário, anulando sua capacidade de se envolver em guerra convencional. No entanto, ao forçar a capitulação, um ou ambos os lados podem eventualmente recorrer a táticas de guerra não convencional.

## História

### Formação do Estado
Inicialmente, o Estado foi defendido por Platão, mas encontrou maior aceitação na consolidação do poder sob a Igreja Católica Romana. Os monarcas europeus ganharam poder à medida que a Igreja Católica foi despojada do poder temporal da Santa Sé e substituída pelo direito divino dos reis. Em 1648, as potências da Europa assinaram o Tratado de Vestfália, que pôs fim à violência religiosa em prol do governo e perspectiva puramente políticos, marcando o nascimento do estado moderno.
Dentro do paradigma estatista, apenas o Estado e seus representantes designados podem portar armas e entrar em guerra. Dessa forma, a guerra passou a ser compreendida apenas como um conflito entre estados soberanos. Os monarcas fortaleceram essa ideia e deram a ela a força da lei. Qualquer nobre tinha permissão para iniciar uma guerra, mas os monarcas europeus tiveram que consolidar o poder militar em resposta às Guerras Napoleônicas.

### Paradigma de Clausewitz
A Prússia foi um dos países que tentou acumular poder militar. Carl von Clausewitz, um dos oficiais da Prússia, escreveu Da Guerra, uma obra enraizada exclusivamente no mundo do estado. Todas as outras formas de conflito intrastatal, como rebelião, não são consideradas, pois, em termos teóricos, ele não conseguia abordar a guerra antes do surgimento do estado. No entanto, no final de sua vida, ele ficou cada vez mais ciente da importância de atores militares não estatais, como é revelado em suas concepções de "o povo em armas", que ele observou surgir das mesmas fontes sociais e políticas que a guerra interestadual tradicional.
Práticas militares como raides ou vinganças familiares foram então rotuladas como atividades criminosas e sem legitimidade. Esse paradigma de guerra refletia a visão da maior parte do mundo modernizado no início do século XXI, como comprovado pela análise dos exércitos convencionais da época: grandes, de alta manutenção e tecnologicamente avançados, projetados para competir contra forças semelhantes.
Clausewitz também abordou a questão do casus belli. Guerras haviam sido travadas por razões sociais, religiosas ou mesmo culturais, e Clausewitz ensinou que a guerra é meramente "uma continuação da política por outros meios". É um cálculo racional no qual os estados lutam por seus interesses (sejam eles econômicos, relacionados à segurança ou outros) uma vez que o discurso normal teve um fim.

### Prevalência
A maioria das guerras modernas foi conduzida usando meios convencionais. O uso confirmado de guerra biológica por um estado-nação não ocorreu desde 1945, e a guerra química foi usada apenas algumas vezes (o último confronto conhecido em que foi utilizada foi a Guerra Civil Síria). A guerra nuclear ocorreu apenas uma vez: quando os Estados Unidos bombardearam as cidades Hiroshima e Nagasaki no Japão em agosto de 1945.

### Após a Segunda Guerra Mundial
O Estado e os princípios de Clausewitz atingiram seu auge nas Guerras Mundiais, durante o século XX, mas também lançaram as bases para sua dilapidação devido à proliferação nuclear. Durante a Guerra Fria, as superpotências procuraram evitar conflitos abertos entre suas respectivas forças, pois ambas reconheciam que tal confronto poderia facilmente escalar e envolver rapidamente armas nucleares. Em vez disso, as superpotências lutaram entre si por meio de seu envolvimento em guerras por procuração, acumulações militares e impasses diplomáticos. Assim, ainda não ocorreu uma guerra convencional direta entre duas potências nucleares, exceto por dois confrontos breves entre China e União Soviética em 1969 (Conflito sino-soviético) e entre Índia e Paquistão em 1999 (Guerra de Kargil).
No entanto, guerras convencionais foram travadas desde 1945 entre países sem armas nucleares, como a Guerra Irã-Iraque e a Guerra Eritreia-Etiópia, ou entre um estado nuclear e um estado não nuclear mais fraco, como a Guerra do Golfo e a Guerra Russo-Ucraniana.